# Lingua romanza della Mosella

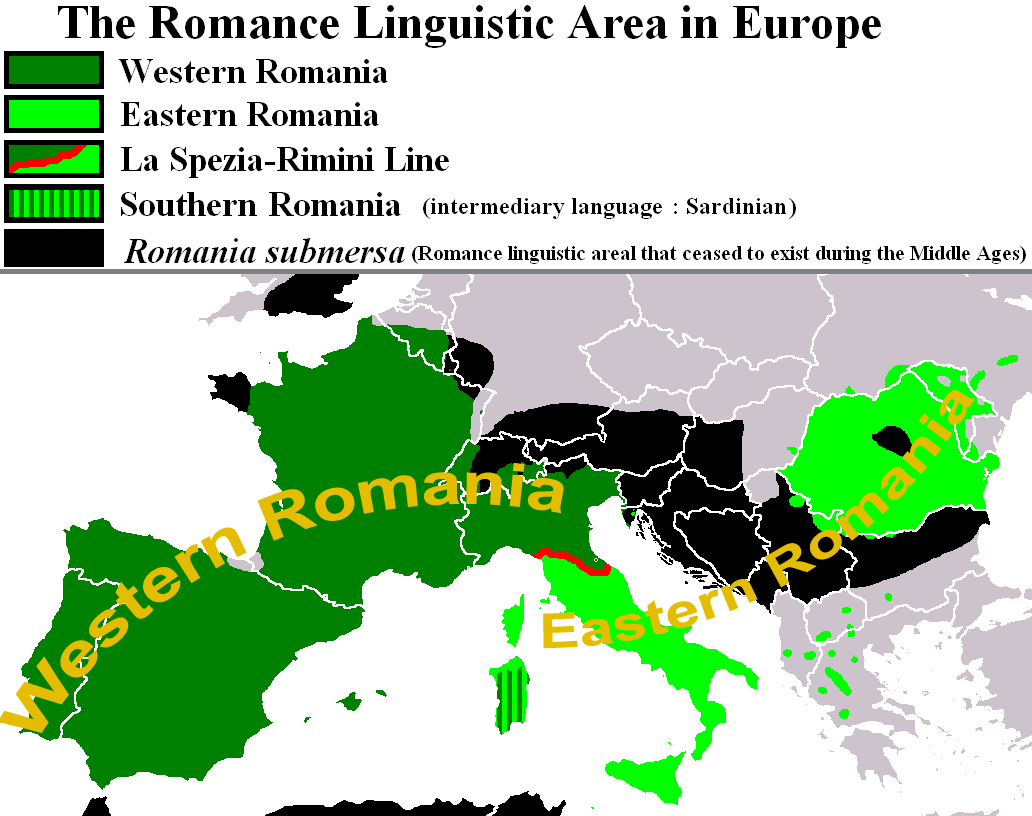
Mappa dove si nota in nero la "Romania sommersa". L estinta lingua romanza della Mosella si sviluppò nella regione eponima, tra la Francia, la Germania ed il Lussemburgo

La Lingua romanza della Mosella era un idioma romanzo, ascrivibile al gruppo delle lingue gallo-romanze, esistita nella regione della Mosella, storicamente parte della provincia romana della Gallia Belgica (oggi compresa tra la regione francese del Grande Est, il land tedesco della Renania-Palatinato  ed il distretto lussemburghese di Grevenmacher), dalla caduta dell'Impero romano d'Occidente fino al Duecento.

## Caratteristiche
L'Impero romano arrivava fino al Reno e le popolazioni romanizzate vi abitavano in città come Colonia e Coblenza. Nel quinto secolo dopo Cristo le invasioni barbariche distrussero questa regione e le popolazioni romanizzate scomparvero da questi territori, che appartengono alle attuali Germania e Paesi Bassi. Ma nella valle della Mosella alcuni romani sopravvissuti (detti "Walchen") hanno continuato ad usare una lingua neolatina fino ad oltre l'anno mille.

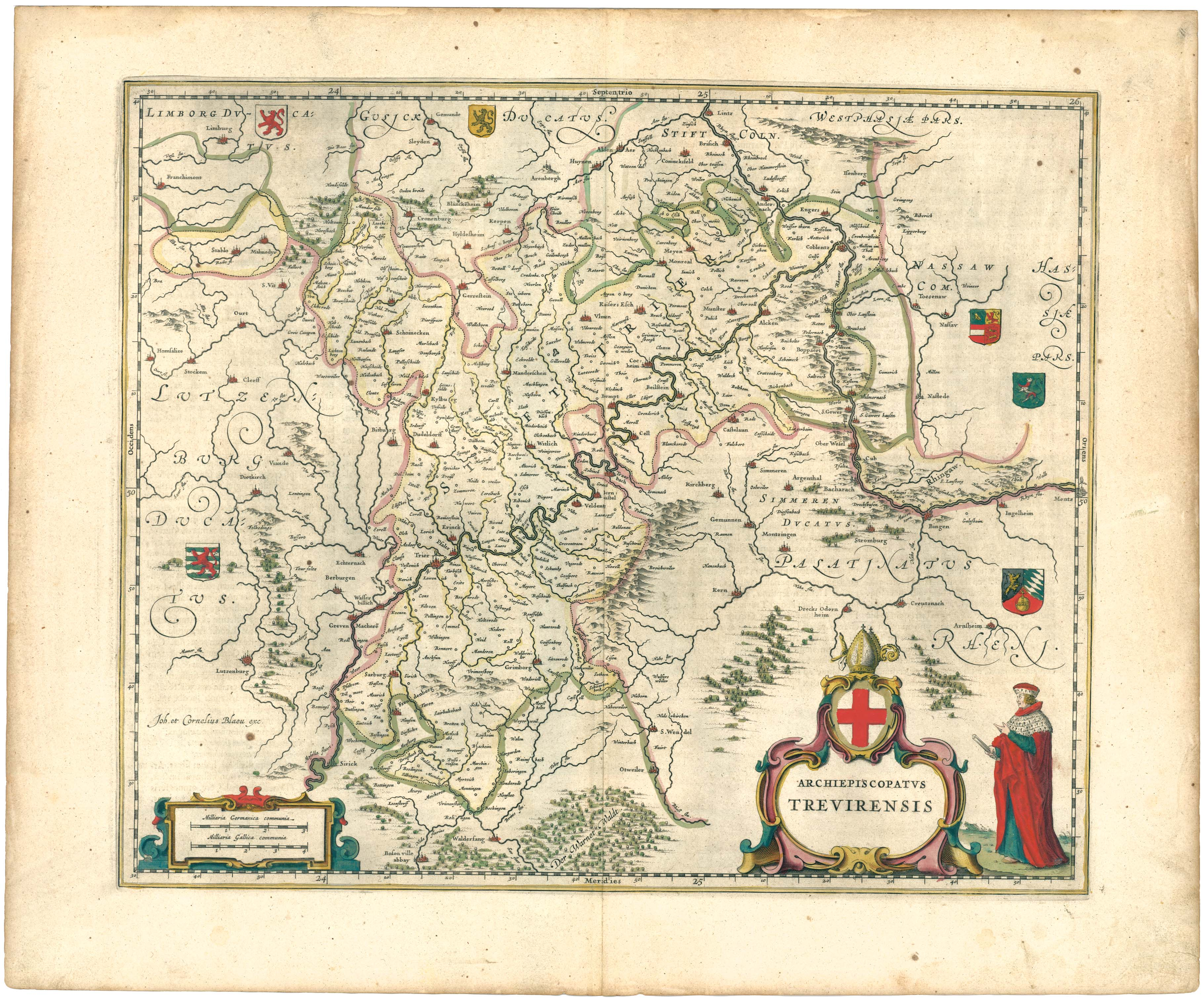
Antica Mappa della valle della Mosella tra Treviri e Coblenza

La presenza di questa lingua neolatina era concentrata tra la principale città romana dell'area, Treviri ed il fiume Reno. Questa regione è caratterizzata da un clima favorevole alla coltivazione della vite portatavi inizialmente dai coloni romani che vi si radicarono fin dai tempi di Augusto e che furono assimilati lentamente dagli invasori germanici durante l'Alto Medioevo.
La città romana di Treviri (capitale della Gallia Belgica romana) fu la più popolosa a nord delle Alpi, arrivando a contare quasi 100.000 abitanti, prima della sua distruzione ad opera dei Franchi.

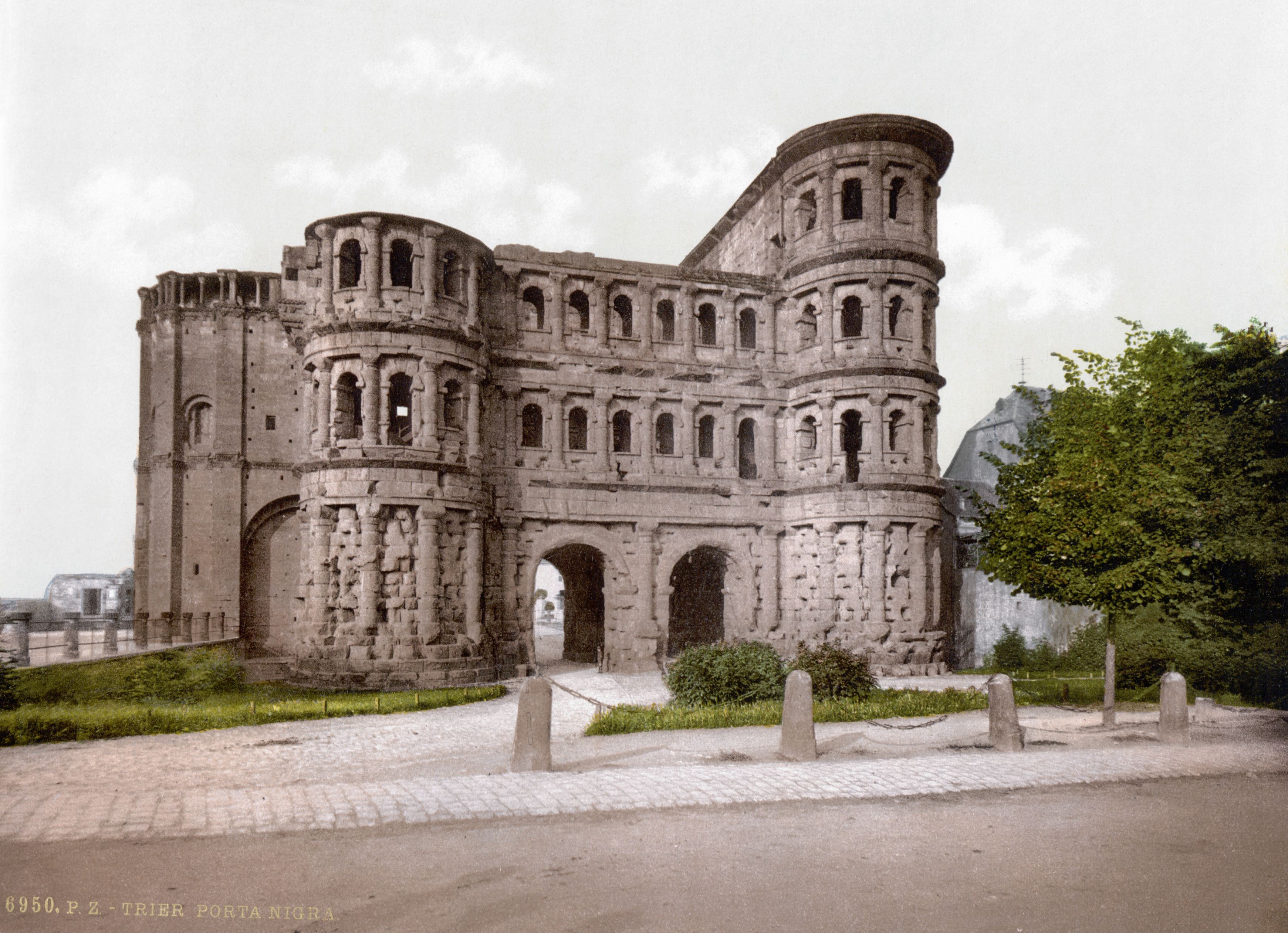
La famosa "Porta Nigra" della romana Treviri

Secondo l'accademico Damminger, i pochi sopravvissuti tra i suoi acculturati abitanti probabilmente si rifugiarono nelle ville e campagne intorno alla città, mantenendo l'uso del volgare e sviluppando da esso questa "lingua romanza della Mosella".
Sempre secondo Damminger, la lingua si estinse completamente all'inizio del primo Rinascimento, forse anche all'inizio del Trecento. Non si hanno scritti di questa lingua, il che fa presupporre che coloro che la parlavano erano completamente dominati dall'antico franco dei tedeschi che controllavano il territorio. Probabilmente era relazionata con la vicina lingua vallona dell'area di Liegi nel Belgio orientale
Va ricordato che attualmente esiste una teoria sul fatto che la lingua ignota, della santa Ildegarda di Bingen, possa essere proprio questa lingua romanza della Mosella (o perlomeno esserne l'origine).
Attualmente gli accademici qualificano la lingua neolatina della Mosella come una delle lingue romanze scomparse della cosiddetta "Romania sommersa", insieme alla lingua romanza di Pannonia, la lingua romanza britannica e la lingua romanza d'Africa.

## Esempio di testo latino della Mosella
Da un'iscrizione tardolatina risalente al VI secolo, ivi riscontrabili volgarismi ricollegabili a ciò che da lì in poi sarà la lingua romanza della Mosella:
- Hoc tetolo fecet Montana, coniux sua, Mauricio, qui visit con elo annus dodece; et portavit annus qarranta; trasit die VIII K(a)l(endas) Iunias.
- "Montana eresse qui la lapide di suo marito Mauricio, con cui visse dodici anni; e che aveva quarant'anni; morí l'ottavo giorno delle Calende di Giugno"